# Division 4 i fotboll för herrar
Division 4 är den sjätte högsta serien i svensk herrfotboll.
De 35 serierna innehåller tio–tolv lag var, där vinnarlagen flyttas upp till division 3. Andralagen får kvala för uppflyttning med andraplacerade från andra serier. Lag elva och tolv flyttas ner till division 5.

## Indelning
- Blekinge
- Bohuslän/Dalsland
- Dalarna
- Gotland
- Gästrikland
- Göteborg A
- Göteborg B
- Halland
- Hälsingland
- Jämtland/Härjedalen
- Medelpad
- Norrbotten norra
- Norrbotten södra
- Skåne nordvästra
- Skåne östra
- Skåne sydvästra
- Småland norra
- Småland östra
- Småland västra
- Småland södra
- Stockholm mellersta
- Stockholm norra
- Stockholm södra
- Södermanland
- Uppland
- Värmland
- Västerbotten norra
- Västerbotten södra
- Västergötland norra
- Västergötland södra
- Västmanland
- Ångermanland
- Örebro
- Östergötland västra
- Östergötland östra